# روبرت إل. ماسون
روبرت إل. ماسون (بالإنجليزية: Robert L. Mason)‏ هو مصارع هاوي أمريكي، ولد في 28 مارس 1948.